# 村山団地
村山団地（むらやまだんち）は、東京都武蔵村山市緑が丘に所在する都営団地。広大な敷地全体がひとつの都営団地であるため、都営村山団地（とえいむらやまだんち）とも呼ばれる。村山団地建設に際して「緑が丘」の町名が新設されたため、緑が丘の町域全体が団地となっている。中藤（なかとう）から分離され、住民からの投票により「緑が丘」の町名が制定された。
東京都内最大の都営団地であり、都内有数の超マンモス団地である。1964年（昭和39年）から1967年（昭和42年）にかけて建設され、1966年（昭和41年）に入居開始。完成時の総戸数は5,260戸、5階建てアパートを中心に424棟が林立した。敷地面積は約55.3ha。
村山団地の建設当時はまだ東京都北多摩郡村山町であったが、団地の入居開始に伴い人口が急増。団地の居住者は当初の約1万3,000人から、1972年（昭和47年）には約2万3,000人に増えた。村山団地での人口急増が町の人口を押し上げ、入居開始前の1965年には14,029人であった村山町の人口は、1970年には41,275人まで増えた。1970年11月3日に市制施行し武蔵村山市が発足、これにより北多摩郡は消滅した。

## 地理・人口
武蔵村山市は武蔵野台地上の比較的平坦な地形であり、村山団地の北方には多摩湖と周辺の緑地や西武ドームが位置することが空撮写真からわかる。多摩丘陵を切り拓いて開発した急坂の多い多摩ニュータウンとは異なり、地形が平坦なことが、後述する商店街の送迎自転車サービスには好適であった。
村山団地が所在する緑が丘と、隣接する学園（日産自動車村山工場があった）と大南の3地区で、市内人口の約4割を占める（2020年9月時点で約2万7,000人）。
武蔵村山市内には鉄道駅がないが、市内からの主なアクセス駅である立川駅・玉川上水駅への路線バスもほぼこのエリアを経由する。多摩都市モノレール上北台駅から10分ほど歩くと団地が見えてくる。
人口については「緑が丘 (武蔵村山市)#世帯数と人口」、「武蔵村山市#人口」も参照
村山団地の区域（緑が丘の町域）を取り囲むように道路が敷設され、東西の道路はそれぞれ「団地東通り」「団地西通り」、南側の道路は「湖南通り」と名付けられている。また団地の南方に「大南通り」が東西に伸びる。団地周縁の道路はバス通りとなっており、市内の人口集積地であるため、バス通り沿いを中心に店舗が集まり商店街を形成する。商業施設は団地内の「村山団地中央商店街」があるほか、それらの団地周辺の店舗が利用できる。特に団地西通りには歩道片側にアーケードを備えた商店街「村山すずらん通り」、団地西通りの1本西側に並行して「村山アメ横通り商店街」がある。また大南通りは団地からやや離れるが、飲食店などの商店が立ち並んでいる。
日産自動車村山工場閉鎖の影響や少子高齢化、都心回帰傾向も相まって人口は減少し、2017年（平成29年）1月時点での居住者数は7,445人、うち1,260人が独居世帯となっている。また1960年代に入居開始した村山団地でも、高度経済成長期に開発された大規模団地の例に漏れず高齢化が進み、2017年（平成29年）1月時点での高齢化率は約50%、75歳以上の後期高齢者率は約29%を占める。

## 歴史

### 村山団地と日産自動車村山工場
単一の都営団地で5,000戸超という規模は都内でもまれで、村山団地に次ぐ規模では北区の都営桐ケ丘団地（敷地面積45.9ha、建替前の総戸数5,020戸・146棟）があるが、桐ケ丘団地が20年以上かけて建設されているのに対し、村山団地はわずか3年という突貫工事で完成している。
村山団地は、高度経済成長期の東京都内への労働力人口流入を受け、住宅と公共施設を併せて計画的に配置し、良好な住環境の住宅を供給することを目的として東京都により建設された。なお当時の公営住宅は、現在のような低所得者層への社会福祉的な位置づけではなく、家賃支払能力を有する勤労者層向けに賃貸住宅の大量供給を目的としていた（公営住宅#歴史も参照）。
立川飛行機出身の技術者らが設立したプリンス自動車工業は、1959年頃から工場用地取得を検討し、当時の村山町と砂川町（現：立川市）にまたがる広大な敷地を入手した。工場建設前の敷地には人家はわずか牧畜農家1軒しかなかった。1962年にプリンス自動車工業村山工場として操業開始、ほどなく1966年8月1日付で同社は日産自動車に合併され、日産自動車村山工場となった。
村山団地は、この村山工場の労働者らを受け入れるべく建設が進められたマンモス都営団地であり、村山団地の歴史はそのまま日産自動車村山工場の歴史でもあった。
入居開始と同時に、団地内に「村山団地中央商店街」が開業し、出店した商店により「村山団地中央商店会」が発足した。また、入居開始翌年の1967年（昭和42年）10月には、村山団地連合自治会が発足している。
1999年10月、カルロス・ゴーンによる日産リバイバルプラン発表により村山工場の閉鎖が決定。2001年3月に日産村山工場は閉鎖された。

### 建替工事の開始と進捗
1966年の入居開始から30年を経て建物の老朽化が進み、住民の高齢化によりエレベーター設置などバリアフリーに対応する必要にも迫られたため、団地建て替えに向けて1996年（平成8年）4月に「都営村山団地再生中期計画事業に関する基本協定」を締結。翌1997年（平成9年）に一団地の都市計画変更を経て、東京都により中期計画建替事業が開始され、第1期工事を着工した。
中期計画建替事業は2012年（平成24年）の第4期-3工事まで順次継続された。2012年に東京都から後期計画建替事業案の概要が示されたことを受け、武蔵村山市ではまちづくりのルールをよりきめ細かく定められる地区計画制度を導入することとし、2014年（平成26年）10月17日付で新たに「都市計画緑が丘地区地区計画」を決定、「都市計画村山一団地の住宅施設」を廃止。翌2015年（平成27年）1月に「都営村山団地後期計画事業に関する基本協定」を締結、2016年（平成28年）より後期計画事業の第1期工事を着工した。建て替え工事は2030年度まで継続される予定である。
なお、入居開始当時の村山団地には駐車場がなかったが（1960年代当時はまだモータリゼーションの進展前であった）、建て替えによる高層化で余剰の土地が生じたことから、建て替えと同時に駐車場も建設されている。

### 商店街の高齢者送迎事業
上記の建て替え工事が最初に行われたのは、約2,000戸あった2階建て庭付きの低層棟（簡易耐火建築物）で、高度経済成長期によく見られた長屋式公営住宅であったがここの住民は1966年当初から入居していた高齢者が多かった。建て替えによる住民の移転先は、出入りしやすく近隣住民との距離感も近い長屋式風の低層アパートから、団地南西部に新築された高層棟の上層階（8階から14階）となった。
建て替えに伴う移転は2000年（平成12年）より開始され、順次転居していったが、高齢者にとっては建て替えにより生活環境が大きく変化することとなった。高層住宅に移ったことと、団地内の商店街が遠くなったことにより、外出しなくなる高齢者が増加した。
また2000年代に入ると、2000年にダイエー武蔵村山店、2006年には日産自動車村山工場跡地にダイヤモンドシティ・ミュー（現：イオンモールむさし村山）が開業するなど、市内にロードサイド型の大規模ショッピングセンターが進出し、団地内の人口減少も相まって商店街の客足も落ち始めた。そのため村山団地中央商店会では2007年（平成）11月から、団地内および周辺地区を対象とした宅配事業「まいど～宅配」を開始した。この宅配事業が団地で暮らす高齢者の見守り事業へとつながっていく。
しかし宅配事業の開始後も、高齢者らからは「外へ出て商店街で買い物がしたい」という要望が多数あり、中にはタクシーで商店街まで来る高齢客もいた。また商店街は団地の中心であり、郵便局や診療所などの施設も集まっていることから、商店会では高齢者の外出支援として、トゥクトゥクやベロタクシーをモデルに小回りの利く送迎自転車の導入を検討した。
そして、電動アシスト三輪自転車を改造して屋根付きとした送迎自転車「むさむら1号」が完成、商店街の空き店舗を活用して「まいど～宅配センター おかねづかステーション」を設置し、2009年（平成21年）10月1日から高齢買い物客の無料送迎を開始した。当地にはかつて日産自動車村山工場があったことから高い技術力を持つ企業が存在し、2014年（平成26年）10月には、地元企業11社の技術と工夫を結集した改良版の「むさむら2号」も完成して2台体制となった。
この事業には武蔵村山市から買い物弱者対策として補助金を受けており、それにより車両改造などの資金調達が可能となった。団地自治会とも連携し、送迎自転車の運転は商店主らのほか地域のボランティアが担っている。商店会では送迎自転車の利用者とのコミュニケーションを通じて、団地内の高齢者の状況を把握し、地域包括支援センターと連携して見守り活動にもつなげている。
村山団地での自転車送迎事業の成功を受け、住民の高齢化問題を抱える他の大規模団地にも送迎自転車事業が波及しており、千葉県千葉市花見川区の公団花見川団地商店街でも「買い物客無料送迎自転車」として、2013年（平成25年）から運行開始した。また同年には同じ多摩地域の公団館ヶ丘団地（東京都八王子市）でも「団地タクシー」として送迎自転車が導入され、商店会ではなく団地自治会が運営することから買い物支援にとどまらずバス停留所（京王バス）への送迎なども行い、市内に大学のキャンパスが多いことから学生ボランティアも運転を担当している。
しかし団地建て替え事業により、村山団地中央商店街自体の取り壊しも将来的に決定している。東京都住宅政策本部は、ガス管や下水道などインフラの老朽化をその理由とし、商店街を団地内に新設して存続させるかどうかは「各商店から意向を聞きながら検討するのでまだ白紙」としている。公営住宅である村山団地は低所得者や高齢者など社会的弱者の入居が優先され、今後も長年住み続けた高齢者が住民の中心層となることが予想される中、高齢者を見守り支えてきた団地中央商店会の取り組みの行方が注目される。

### ひまわりガーデン武蔵村山
2012年度より「ひまわりガーデン」と「菜の花ガーデン」を開園。この場所は村山団地の建て替え工事のため、2008年から遊休地となっていたが、ごみの不法投棄や雑草の繁茂などで苦情が寄せられていたため、土地活用が決まるまで都と市が暫定的に共同管理することになり、地域活性化のため活用することとした。
都内最大のひまわり畑で、敷地北側の3.7ヘクタールに、毎年5月に武蔵村山市と市民ボランティアの協働事業として種まきを行い、夏には西武ドーム2個分の広大な敷地に約50万輪のひまわりの花が咲き誇り、開花時期にはイベントやフォトコンテストが開催されていた。
2023年（令和5年）5月末をもって暫定管理の期限となることから、前年の2022年（令和4年）夏をもって「ひまわりガーデン武蔵村山」は公開終了して閉園した。

### 予研P4施設反対運動
村山団地と「団地西通り」を隔てた学園4丁目に国立感染症研究所村山庁舎が立地する。これは1961年（昭和36年）に国立予防衛生研究所（予研、現：国立感染症研究所）が国立村山療養所（現：国立病院機構村山医療センター）の敷地内にワクチン検定庁舎（村山分室）を新築したものである。予研村山分室は、1963年（昭和38年）にウイルス中央検査部、1965年（昭和40年）に麻疹ウイルス部を新設して機能が拡大され、1981年（昭和56年）には高度安全実験室が完成したが、これは世界で5番目となるP4施設（=バイオセーフティレベル4、BSL-4）であった。
1979年9月、村山庁舎をP4施設として使用する計画が予研から武蔵村山市役所に伝えられ、1981年6月にはP4施設が完成した。読売新聞多摩版が同年10月29日にP4施設について報道し、天然痘ウイルスやエボラウイルスなど最も危険性の高い病原体を扱う施設であることが報じられると、村山団地連合自治会はこれに対して強く反発し、同年11月20日に市に対し質問書を提出した。団地住民の反対の声が市を動かし、武蔵村山市議会も安全性が確保されるまでの実験延期と、安全確保がなされない場合は施設移転を要求する意見書を厚生大臣に提出することを決議。これを受け、厚生省（当時）も地元への説明不足を認めて実験延期要請を受け入れるに至った。
その後も長らく、村山団地自治会をはじめとする地元住民の反対により、BSL-4施設としての運用は行えなかった。
2014年の西アフリカエボラ出血熱流行を受け、同年11月に厚生労働大臣が武蔵村山市長と協議を開始し、翌2015年8月7日に村山庁舎が日本初のBSL-4施設に指定された。
ただしこの際のBSL-4施設稼働については、将来的な移転を市が条件としていたことと、村山庁舎の老朽化が指摘されていたことから、厚生労働省は2020年8月5日、武蔵村山市に対しBSL-4施設の移転を検討開始することを伝えた。

## 沿革
- 1962年（昭和37年）：プリンス自動車工業村山工場が操業開始[3]。
- 1964年（昭和39年）：村山団地の建設工事が開始[1]。
- 1966年（昭和41年）
  - 村山団地で入居開始[1]。
  - 日産自動車がプリンス自動車工業を合併、日産自動車村山工場となる[12]。
- 1967年（昭和42年）：村山団地の建設工事が完了[1]。
- 1996年（平成8年）4月：「都営村山団地再生中期計画事業に関する基本協定」締結。
- 1997年（平成9年）：村山団地の建替工事開始[1]。
  - 都市計画村山一団地の住宅施設の変更[1]。
  - 中期計画事業 第1期工事着工（1棟260戸）[1]。
- 1999年（平成11年）10月：日産リバイバルプラン発表、日産村山工場閉鎖を決定[12]。
- 2000年（平成12年）：中期計画事業 第2期工事着工（6棟468戸）[1]。
- 2001年（平成13年）3月：日産村山工場が閉鎖[12]。
- 2003年（平成15年）5月：緑が丘出張所を移転、緑が丘高齢者サービスセンターを開設。
- 2004年（平成16年）：中期計画事業 第3期工事着工（9棟878戸）[1]。
- 2006年（平成18年）9月：緑が丘ふれあいセンターを開設[1]。
- 2007年（平成19年）：中期計画事業 第4期-1 工事着工（2棟166戸）[1]。
- 2009年（平成21年）：中期計画事業 第4期-2 工事着工（5棟642戸）[1]。
- 2012年（平成24年）
  - 中期計画事業 第4期-3 工事着工（4棟474戸）[1]。
  - 建替工事により発生した遊休地で「ひまわりガーデン武蔵村山」を開始[19]。
- 2014年（平成26年）10月17日：
  - 都市計画緑が丘地区地区計画の決定[1]。
  - 都市計画村山一団地の住宅施設の廃止[1]。
- 2015年（平成27年）1月：「都営村山団地後期計画事業に関する基本協定」締結[1]。
- 2016年（平成28年）
  - 後期計画事業 第1期-1 工事着工（4棟400戸）[1]。
  - 後期計画事業 第1期-2 工事着工（2棟235戸）[1]。
- 2017年（平成29年）：後期計画事業 第1期-3 工事着工（4棟340戸）[1]。
- 2021年（令和3年）：後期計画事業 第2期 工事着工（6棟554戸）[1]。
- 2022年（令和4年）
  - 後期計画事業 第3期 工事着工（3棟340戸）[1]。
  - 建替工事の進捗により、本年夏をもって「ひまわりガーデン武蔵村山」が閉園[19]。
- 2023年（令和5年）：後期計画事業 第4期 工事着工（3棟211戸）[1]。

## 交通
武蔵村山市内に鉄道駅はないが、団地東側を南北に走る芋窪街道沿いに多摩都市モノレール線が開業したことにより、玉川上水駅・桜街道駅・上北台駅の3駅が利用可能となった。多摩都市モノレール開業前は西武拝島線玉川上水駅が最寄り駅であったが、団地からは離れている。
立川バス（上水営業所）により、村山団地と立川駅・玉川上水駅を結ぶ路線バスが運行されている。モノレール開業前は立川バスがほぼ唯一の公共交通機関であったため高頻度で運行されていたが、モノレール開業後は減便された。
1980年（昭和55年）7月1日、武蔵村山市内循環バスが開業。西武拝島線玉川上水駅を起終点として市内を循環するコミュニティバスで、武蔵村山市がマイクロバスを3台購入し、立川バスに委託して運行開始したものである。これは市内に鉄道駅のない武蔵村山市が、全国的にも早期に開設したコミュニティバスの先駆けであるが、運行開始から現在に至るまで玉川上水駅と村山団地を結んでいる。多摩都市モノレール開業後は桜街道駅にも接続した。
1998年11月27日、多摩都市モノレールが上北台 - 立川北間で開業（先行開業区間）。立川駅 - 玉川上水駅間は立川バスの主力路線である村山団地線と並行しており、モノレール開業によりドル箱路線の村山団地線の乗客数が落ち込んだ。これにより立川バスは大きな打撃を受け、一時期は自主再建にまで追い込まれたが、2000年代にはモノレール開業に伴う立川駅前再開発による発展や、日産村山工場跡地のダイヤモンドシティ・ミュー（現：イオンモールむさし村山）開業などにより同社の業績は持ち直した。
村山団地の区域（緑が丘の町域）を取り囲むように道路が敷設され、その道路に沿って、団地内に9箇所のバス停留所が設置され、「村山団地」行きの一般路線バスは団地内の停留所を循環する。
停留所は以下のとおり（玉川上水駅から近い順）。「店舗前」は村山団地中央商店街の最寄り停留所である。
- 団地入口 - 団地東 - 店舗前 - 東大和警察署 - 団地西 - 学園 - 村山団地 - 団地南 - 団地中央

### バス路線
いずれも立川バスによる運行。一般路線バスは上水営業所、コミュニティバスは福生営業所が担当。
詳細は、一般路線バスについては立川バス上水営業所#立川駅 - 玉川上水駅 - 村山団地線、コミュニティバスについては武蔵村山市内循環バスを参照。
- 一般路線バス
  - 立22系統：立川駅北口 - 玉川上水駅入口 - 村山団地
  - 立23系統：立川駅北口 - 玉川上水駅 - 村山団地
  - 玉10系統：玉川上水駅 - 村山団地
- 武蔵村山市内循環バス（MMシャトル ）
  - 玉川上水ルート
    - 日中時ルート：玉川上水駅 - 桜街道 - 団地入口 - 村山団地 - 武蔵村山市役所前 - イオンモール - 村山温泉かたくりの湯
    - 通勤時ルート：玉川上水駅 - 桜街道 - 団地入口 - 武蔵村山市役所前（「村山団地」停留所は非経由）

  - 上北台ルート
    - 日中時ルート：上北台駅 - オカネ塚公園 - 学園 - 武蔵村山市役所前 - 村山温泉かたくりの湯 - 総合体育館
    - 通勤時ルートは団地内の停留所には停車しない。

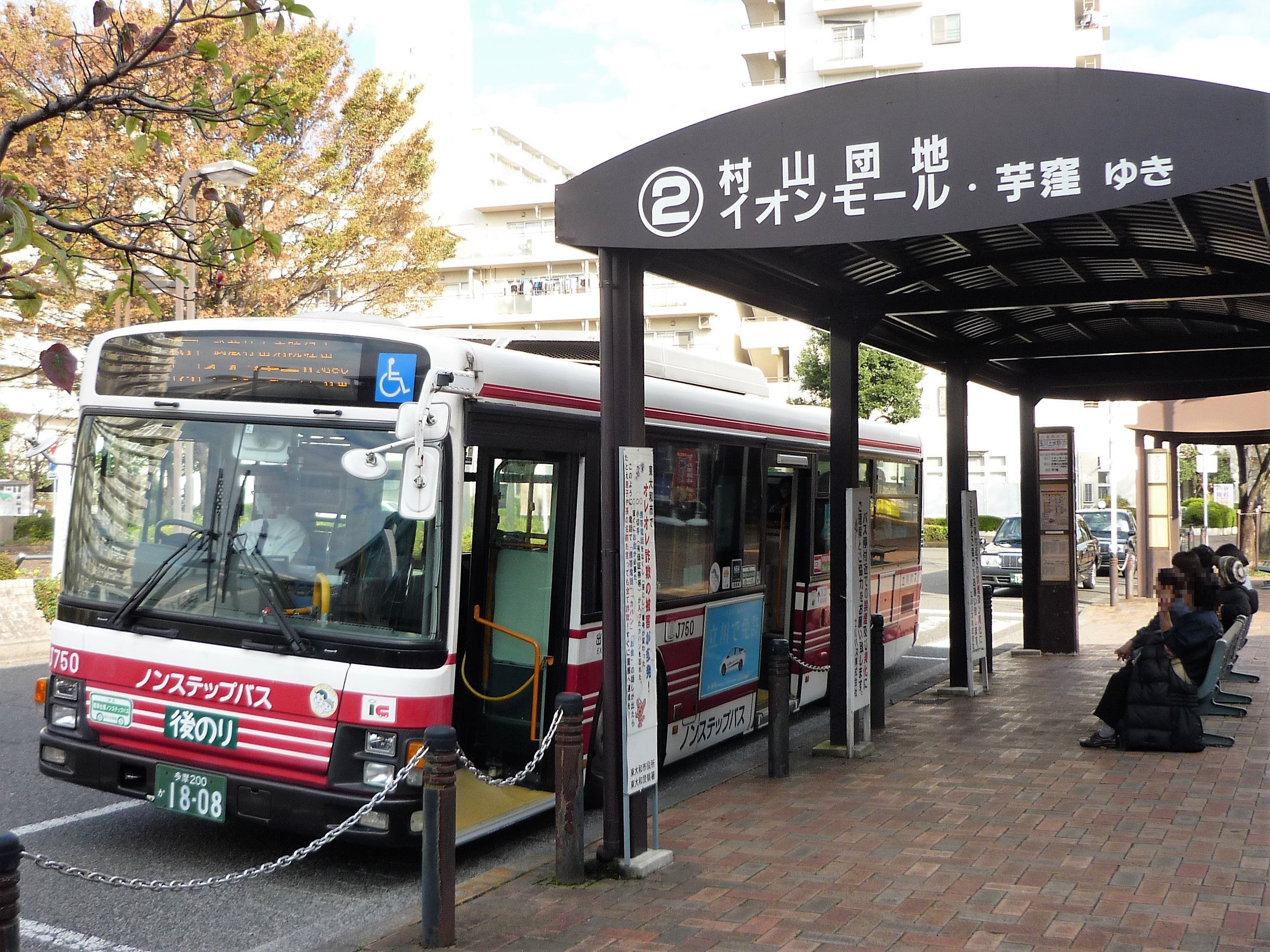
立川バス 村山団地行きバスのりば （玉川上水駅）
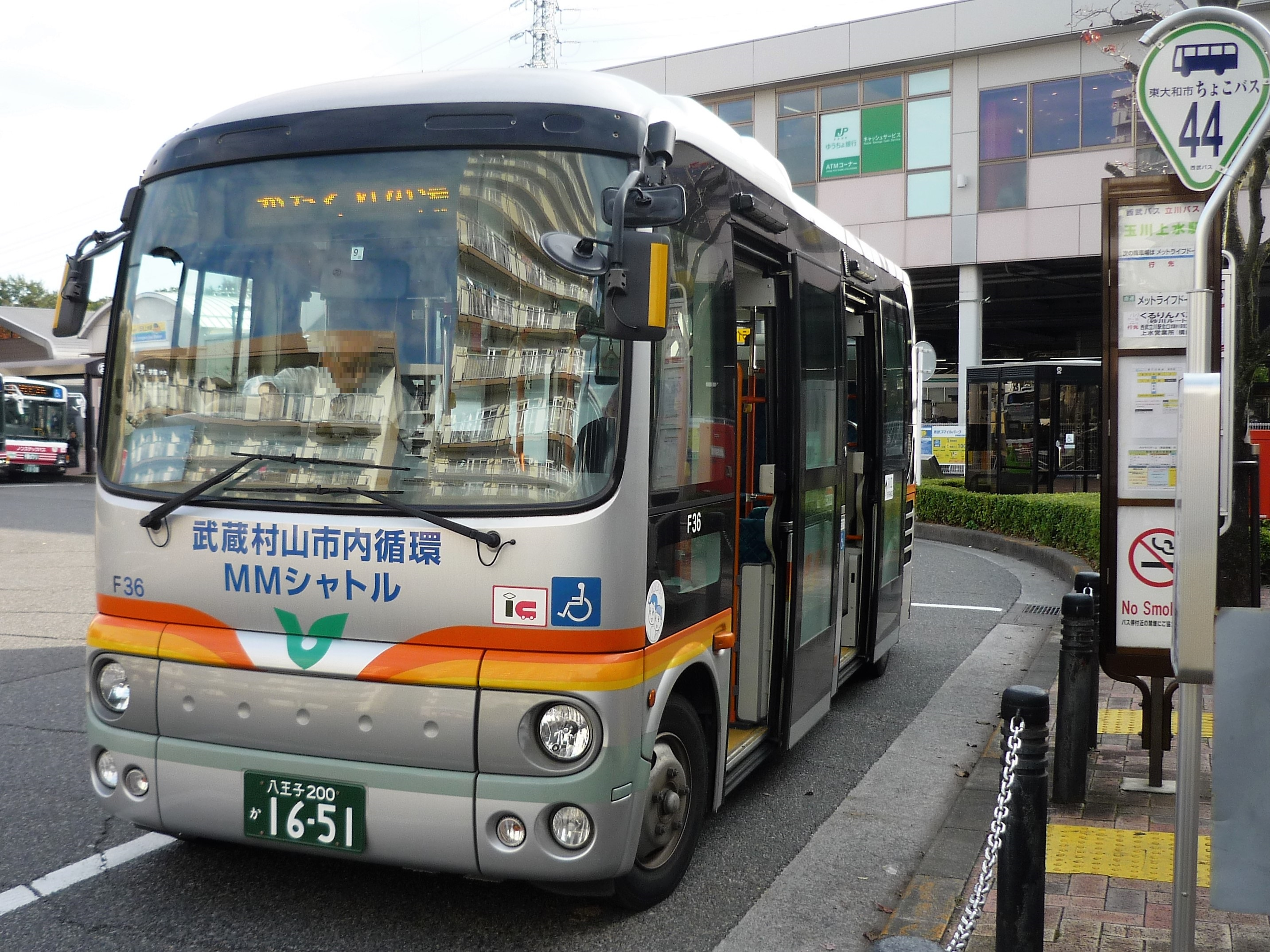
武蔵村山市内循環バス 玉川上水ルート （玉川上水駅）

## 施設

### 団地内
- 村山団地中央商店街
- 村山団地内郵便局
- 武蔵村山市立緑が丘ふれあいセンター（複合施設）[40]
  - 緑が丘コミュニティセンター
  - 男女共同参画センターゆーあい
  - 第一老人福祉館
- 東大和警察署村山交番
- 武蔵村山市立小中一貫校村山学園
- 東京多摩幼稚園
- れんげ武蔵保育園
- 聖光緑が丘保育園
- 大南公園
  - 大南公園野球場
- オカネ塚公園
- ひまわりガーデン武蔵村山 - 2022年夏をもって閉園[19]。

### 周辺
- 武蔵村山市立小中一貫校大南学園
  - 武蔵村山市立小中一貫校大南学園第四中学校
  - 武蔵村山市立小中一貫校大南学園第七小学校
- 国立感染症研究所村山庁舎
- 国立病院機構村山医療センター
- 東京小児療育病院
- 武蔵村山郵便局
- 東大和警察署
- 東京都立村山特別支援学校
- 湖南衛生組合（し尿処理施設）、湖南衛生組合菖蒲園[41] - 湖南通り
  - 武蔵村山市、武蔵野市、小金井市、小平市、東大和市の共同運営[42]。
- Olympic 武蔵村山店 - 団地東通り
- いなげや むさし村山店 - 団地西通り
- ウェルパーク 武蔵村山店 - 団地西通り
- 村山ホープ軒 本店 - 団地西通り。吉祥寺ホープ軒本舗の流れを汲む東京ラーメンの店。地元では武蔵野うどんと並ぶソウルフードとされる[43]。
- 村山すずらん通り商店街 - 団地西通り
- 村山アメ横通り商店街 - 団地西通りに並行する
- 日産自動車村山工場跡地
  - プリンスの丘公園 - 名称はプリンス自動車工業に由来、「スカイライン GT-R 発祥の地」の記念碑がある[44]
  - イオンモールむさし村山 - 都内最大規模のイオンモール。団地内を経由する立川バスの一般路線と武蔵村山市内循環バスがイオンモールむさし村山を経由する。
  - 真如苑応現院
- ダイエー 武蔵村山店 - 村山団地までの無料お買い物バスを運行している[45]。
- 立川バス上水営業所 - 玉川上水駅付近

## 村山団地が登場する作品
- 『出没!アド街ック天国』2007年2月3日放送分「武蔵村山」
  - 少年期を武蔵村山市で過ごした、番組レギュラーでもある薬丸裕英のエピソードが披露された。小学生時代に市内で新聞配達をしていた薬丸が、村山団地前の水たまりに新聞を全て落としてしまったところ、当時の東京新聞武蔵村山支店長であった辻末範昌が、途方に暮れてうずくまる薬丸の肩を叩き「新しい新聞はたくさんあるから大丈夫だよ」と声をかけ、薬丸とともに残りの家へ新聞を配達したという[46]。その辻末はのちに武蔵村山市議会議員となった[46]。
- 映画『みなさん、さようなら』
  - 2013年1月26日公開の日本映画。団地をテーマにした小説の実写映画化で、舞台は東京都町田市内にある架空の団地という設定だが、村山団地のほか、都営緑ケ丘団地（調布市仙川町）、公団麻生台団地（川崎市麻生区）と複数の団地がロケ地となった。主人公が勤めるケーキ店の外観は村山団地中央商店街にある店舗跡が使用されたが、店内の様子は八王子市内で撮影された。